# 6460 Bassano
6460 Bassano este o planetă minoră (asteroid), cu un diametru de 4,252 km, din centura de asteroizi. A fost descoperită pe 26 octombrie 1992 la osservatorio Bassano Bresciano⁠(d) de Ulisse Quadri⁠(d) și a fost numită după Bassano Bresciano. 
Obiectul prezintă o orbită caracterizată de o semiaxă mare de 2,2584124 UAi, o excentricitate de 0,11, o înclinație de 3,22696 ° în raport cu ecliptica.